# Liederen naar Des Knaben Wunderhorn (Mahler)

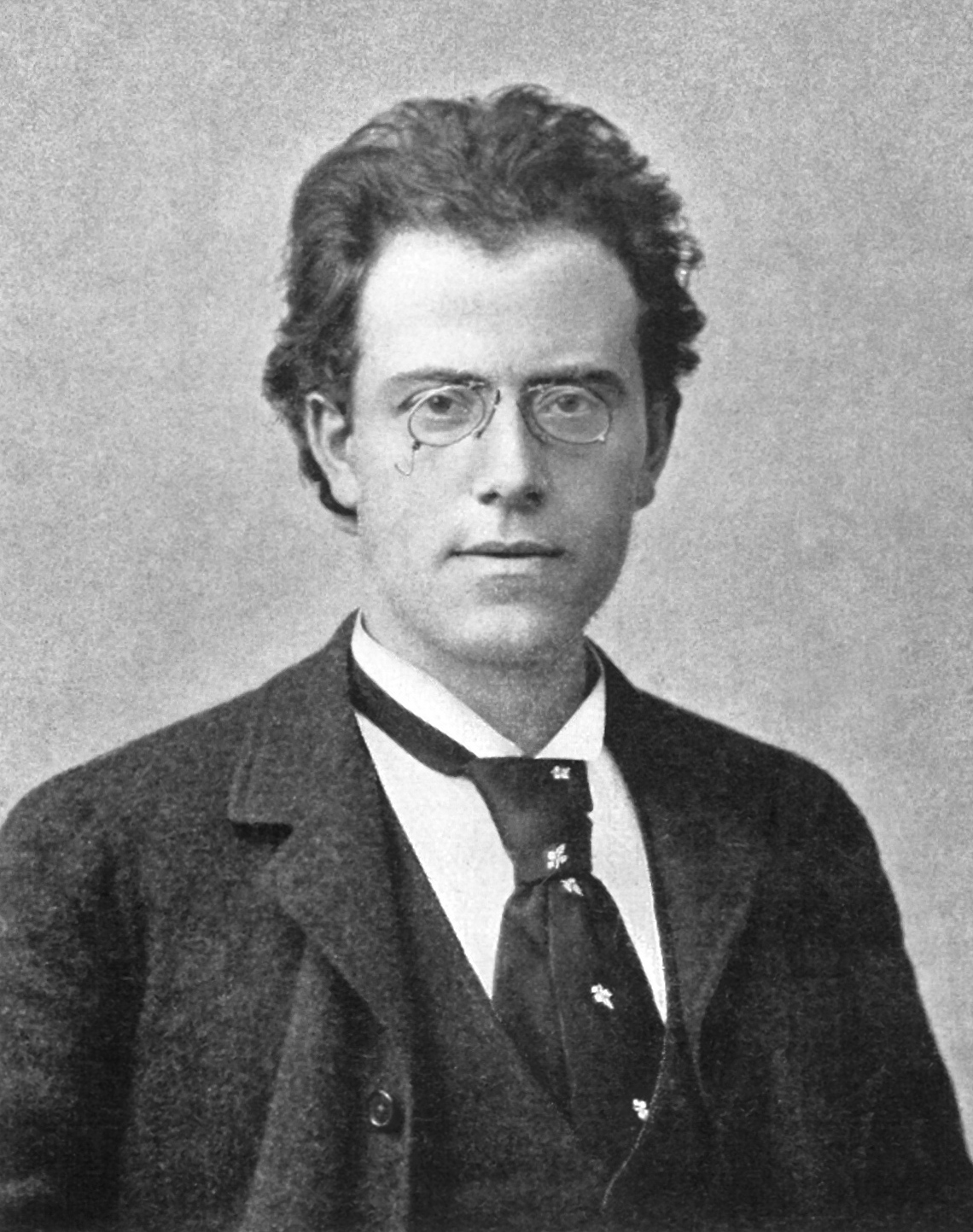
Gustav Mahler in de periode waarin hij deze liederen componeerde (foto Leonhard Berlin-Bieber, 1892)

Des Knaben Wunderhorn (De wonderhoorn van de knaap) is een door Gustav Mahler vanaf 1892 getoonzette selectie van twaalf anonieme Duitstalige volksliedteksten gepubliceerd in 1899 getiteld Humoresques.
Achim von Arnim en Clemens Brentano verzamelden anonieme Duitse volksliedteksten en publiceerden deze in gereduceerde vorm tussen 1805 en 1808. Sinds die tijd zijn verschillende van deze teksten door componisten als Mendelssohn, Schumann, Loewe, Brahms en Zemlinsky tot Lieder bewerkt. De specifieke term Lieder aus Des Knaben Wunderhorn slaat over het algemeen echter op liederen waarin Gustav Mahler gebruikmaakte van twaalf van deze teksten. Hoewel Mahler meer stukken heeft bewerkt uit de wonderhoorn, werden deze nooit expliciet gegroepeerd onder deze titel. De inhoud en volgorde varieerde per uitgave totdat de uiteindelijke vorm in 1901 werd bereikt.

## De liederen
De door Mahler zelf geschreven tekst voor Wenn mein Schatz Hochzeit macht, het eerste van zijn vier Lieder eines fahrenden Gesellen, is gebaseerd op het uit de Wunderhorn afkomstige gedicht Wann mein Schatz. De eerste echte bewerkingen van teksten uit de Wunderhorn bevinden zich in de Lieder und Gesänge die in 1892 gepubliceerd werden en later door de uitgever werden hernoemd tot Lieder und Gesänge aus der Jugendzeit. De negen Wunderhorn-bewerkingen eruit werden tussen 1887 en 1890 gecomponeerd en beslaan het tweede en derde deel van deze driedelige collectie voor zangstem en piano. De titels van deze negen nummers zijn als volgt:
Deel II:
1. Um schlimme Kinder artig zu machen – Om stoute kinderen te leren goed te zijn
2. Ich ging mit Lust durch einen grünen Wald – Ik ging lustig door een groen woud
3. Aus! Aus! – Uit! Uit!
4. Starke Einbildungskraft – Sterke verbeeldingskracht

Deel III:
1. Zu Strassburg auf der Schanz – In de loopgraaf in Straatsburg
2. Ablösung im Sommer – De wisseling van de wacht in de zomer
3. Scheiden und Meiden – Scheiden en vermijden
4. Nicht wiedersehen! – Geen weerzien!
5. Selbstgefühl – Zelfverzekerdheid

Mahler begon in 1892 aan de volgende groep bewerkingen uit de Wunderhorn. Een verzameling van twaalf van deze liederen werd in 1899 gepubliceerd onder de titel Humoresques. 
Hoewel de liederen uit de Lieder und Gesänge-verzameling voor piano en zangstem waren geschreven, dus geen door de componist geproduceerde orkestversie kenden, werden de Humoresques wel zo opgevat. Toch was Mahlers eerste stap het produceren van speelbare en publiceerbare stukken voor stem en piano. De titels uit deze collectie uit 1899 zijn:
1. Der Schildwache Nachtlied – Nachtlied van de schildwachten
2. Verlor'ne Müh – Verloren moeite
3. Trost im Unglück – Troost in het ongeluk
4. Wer hat dies Liedlein erdacht?' – Wie heeft dit lied bedacht?
5. Das irdische Leben – Het aardse leven
6. Des Antonius von Padua Fischpredigt – De preek van Antonius van Padua voor de vissen
7. Rheinlegendchen – Kleine Rijnlegende
8. Lied des Verfolgten im Turm – Lied van de vervolgden in de toren
9. Wo die schönen Trompeten blasen – Waar de mooie trompetten blazen
10. Lob des hohen Verstandes – Lof van het beste weten
11. Urlicht – Oerlicht
12. Es sungen drei Engel – Er zongen drie Engelen, met koor

Een andere bewerking uit deze tijd was Das himmlische Leben - Het hemelse leven - uit februari 1892. Bij de publicatie in 1899 was dit lied al georkestreerd en gebruikt als laatste deel van Mahlers vierde symfonie. Daarom werd het niet gepubliceerd als onderdeel van de Wunderhorn-collectie.
Na 1901 werd  Urlicht opgenomen in de tweede symfonie en Es sungen drei Engel in de derde. Zij werden uit de verzameling verwijderd en in latere edities vervangen door twee nieuwe liederen:
1. Revelge – Reveille
2. Der Tamboursg'sell – De tamboer

| 1. Rheinlegendchen Bald gras’ ich am Neckar, bald gras’ ich am Rhein; bald hab’ ich ein Schätzel, bald bin ich allein! Was hilft mir das Grasen, wenn d’Sichel nicht schneid’t; was hilft mir ein Schätzel, wenn’s bei mir nicht bleibt! So soll ich denn grasen am Neckar, am Rhein, so werf’ ich mein goldenes Ringlein hinein. Es ﬂießet im Neckar und ﬂießet im Rhein, soll schwimmen hinunter in’s Meer tief hinein. Und schwimmt es, das Ringlein, so frißt es ein Fisch! Das Fischlein soll kommen auf’s König’s sein Tisch! Der König tät fragen, wem’s Ringlein sollt’ sein? Da tät mein Schatz sagen: „Das Ringlein g’hört mein!“ Mein Schätzlein tät springen Berg auf und Berg ein, tät mir wied’rum bringen das Goldringlein mein! Kannst grasen am Neckar, kannst grasen am Rhein! Wirf du mir nur immer dein Ringlein hinein! | Kleine Rijnlegende Straks maai ik aan de Neckar, straks maai ik aan de Rijn; straks heb ik een schatje, straks ben ik alleen! Wat helpt mij het maaien, als de sikkel niet snijdt; wat helpt mij een schatje, als ’t niet bij mij blijft! Zou ik dus maaien aan de Neckar en de Rijn, dan werp ik mijn gouden ringetje erin. Het vliedt in de neckar en vliedt in de rijn, zal stroomafwaarts zwemmen om diep in zee te zijn. En als het daar zwemt, dan slokt er een vis! Het visje zal sieren de koninklijke dis! De koning zal vragen, wie maak ik met het ringetje blij? Dan zal mijn schatje zeggen: “Dat ringetje is van mij!” Mijn schatje zal rennen berg op en berg af, en brengt mij mijn ringetje terug op een draf! Kun je maaien aan de Neckar, kun je maaien aan de Rijn! Werp dan altijd voor mij daarin jouw ringetje fijn. |
| 2. Verlorne Müh’! Sie: „Büble, wir! Büble, wir wollen auße gehe! Wollen wir? Unsere Lämmer besehe? Gelt! Komm! Komm! lieb’s Büberle, komm’, ich bitt’!“ Er: „Närrisches Dinterle, ich mag dich halt nit!“ Sie: „Willst vielleicht – Willst vielleicht a bissel nasche? Hol’ dir was aus meiner Tasch’! Hol’, lieb’s Büberle, hol’, ich bitt’!“ Er: „Närrisches Dinterle, ich nasch’ dir halt nit!“ Sie: „Gelt, ich soll – Gelt? ich soll mein Herz dir schenke? Immer willst an mich gedenken. Immer! Nimm’s, lieb’s Büberle! Nimm’s, ich bitt’!“ Er: „Närrisches Dinterle, ich mag es halt nit! nit!“ | Verloren moeite ! Zij: “ Jochie, wij! Jochie, wij gaan naar buiten! Zullen we? Onze lammetjes gaan zien? Huppie! Kom! Kom! lief jochie, kom, alsjeblief!” Hij: “Raar kind, ik mot je niet!” Zij: “Wil je misschien – Wil je misschien iets snoepen? Pak maar wat uit mijn zak! Pak maar, lief jochie, Pak wat, alsjeblief!“ Hij: “Raar kind, ik snoep niks van jou!” Zij: “Huppie , ik zal – Huppie? ik moet je mijn hartje schenke? zul je altijd aan mij denken. altijd! Neem ‘t, lief jochie! Neem ‘t , alsjeblief!” Hij: “Raar kind, ik mot je niet! helemaal niet!” |
| 3. Trost im Unglück Wohlan! Die Zeit ist kommen! Mein Pferd, das muß gesattelt sein! Ich hab’ mir’s vorgenommen, geritten muß es sein! Geh’ du nur hin! Ich hab’ mein Teil! Ich lieb’ dich nur aus Narretei! Ohn’ dich kann ich wohl leben! Ja leben! Ohn’ dich kann ich wohl sein! So setz’ ich mich auf’s Pferdchen, und trink’ ein Gläschen kühlen Wein! Und schwör’s bei meinem Bärtchen: dir ewig treu zu sein! Du glaubst, du bist der Schönste wohl auf der ganzen weiten Welt, und auch der Angenehmste! Ist aber weit, weit gefehlt! In meines Vaters Garten wächst eine Blume drin! So lang’ will ich noch warten, bis die noch größer ist! Und geh’ du nur hin! Ich hab mein Teil! Ich lieb’ dich nur aus Narretei! Ohn’ dich kann ich wohl leben, ohn’ dich kann ich wohl sein! Du glaubst, ich werd’ dich nehmen! Das hab’ ich lang’ noch nicht im Sinn! Ich muß mich deiner schämen, wenn ich in Gesellschaft bin! | Troost in het ongeluk Welnu! de tijd is gekomen! Mijn paard, dat moet gezadeld zijn! Ik heb het mij voorgenomen, en rijden zal het zijn! Ga maar weg! Ik heb mijn deel! Ik hou alleen van jou uit flauwekul! Zonder jou kan ik best leven! Ja, leven! Zonder jou voel ik mij best goed! Dus stijg ik op mijn paardje, en drink een glas koele wijn! En zweer bij mijn baardje: jou eeuwig trouw te zijn! Je denkt, dat je de mooiste bent op de hele wereld, en ook de aardigste! Maar dat heb je goed mis! In de tuin van mijn vader groeit een bloem! Zo lang wil ik nog wachten, tot die groter is! En ga nu maar weg! Ik heb mijn deel! Ik hou alleen van je uit flauwekul Zonder jou kan ik best leven, zonder jou voel ik mij best goed! Denk je dat ik jou zal nemen! Dat ben ik helemaal niet van plan! Ik moet mij voor je schamen, als ik in gezelschap ben! |
| 4. Wer hat dies Liedel erdacht? Dort oben am Berg in dem hohen Haus, in dem Haus! Da gucket ein fein’s, lieb’s Mädel heraus! Es ist nicht dort daheime! Es ist des Wirt’s sein Töchterlein! Es wohnet auf grüner Haide! Mein Herzle is’ wundt! Komm’, Schätzle, mach’s g’sund! Dein’ schwarzbraune Äuglein, die hab’n mich verwund’t! Dein rosiger Mund macht Herzen gesund. Macht Jugend verständig, macht Tote lebendig, macht Kranke gesund, ja gesund. Wer hat denn das schön schöne Liedel erdacht? Es haben’s drei Gäns’ über’s Wasser gebracht! Zwei graue und eine weiße! Und wer das Liedel nicht singen kann, dem wollen sie es pfeifen! Ja! | Wie heeft dit lied bedacht? Daar boven op de berg in het grote huis, in het huis! Daar kijkt een lief mooi meisje naar buiten! Zij woont daar niet! Zij is het dochtertje van de waard! Zij woont op de groene heide! Mijn hart is gewond! Kom, schatje, maak het weer gezond! Je bruinzwarte ogen, die hebben mij verwond! Je roze mond maakt harten gezond. maakt de jeugd verstandig, maakt de doden levend, maakt zieken gezond, ja gezond. Wie heeft nu dat mooi mooie lied bedacht? Drie ganzen hebben het over het water gebracht! Twee grauwe en een witte! En wie het lied niet zingen kan, die moet het dan maar fluiten! Ja! |
| 5. Lob des hohen Verstandes Einstmals in einem tiefen Tal Kukuk und Nachtigall täten ein’ Wett’ anschlagen. Zu singen um das Meisterstück, gewinn’ es Kunst, gewinn’ es Glück! Dank soll er davon tragen. Der Kukuk sprach: „So dir’s gefällt, hab’ ich den Richter wählt,“ und tät gleich den Esel ernennen. „Denn weil er hat zwei Ohren groß, so kann er hören desto bos, und, was recht ist, kennen!“ Sie ﬂogen vor den Richter bald. Wie dem die Sache ward erzählt, schuf er, sie sollten singen! Die Nachtigall sang lieblich aus! Der Esel sprach: „Du machst mir’s kraus! Du machst mir’s kraus! Ija! Ija! Ich kann’s in Kopf nicht bringen!“ Der Kukuk drauf ﬁng an geschwind sein Sang durch Terz und Quart und Quint. Dem Esel g’ﬁ els, er sprach nur: „Wart! Wart! Wart! Dein Urteil will ich sprechen, ja sprechen. Wohl sungen hast du, Nachtigall! Aber Kukuk, singst gut Choral! Und hältst den Takt fein innen! Das sprech’ ich nach mein’ hoh’n Verstand, und kost’ es gleich ein ganzes Land, so laß ich’s dich gewinnen, gewinnen!“ Kukuk, kukuk! Ija! | Lof van het beste weten Op een keer in een diep dal gingen de koekoek en de nachtegaal een weddenschap aan. Wie het beste kon zingen, winnen door kunst of door geluk! Dank zal zijn deel zijn. De koekoek sprak: “Als je het ermee eens bent, heb ik de scheidsrechter gekozen,” en hij benoemde meteen de ezel’ “Want die heeft twee grote oren, en kan dus des te beter horen, en, weten wat goed is!” Zij vlogen onmiddellijk naar de scheidsrechter. Toen zij hem de zaak hadden uitgelegd, stelde hij voor dat zij meteen moesten zingen!. De nachtegaal zong zoet! De ezel sprak: “Ik ben er onderste boven van! Helemaal onderste boven! Ija! Ija! Ik kan er met mijn kop niet bij!” De koekoek ving daarop vlug aan zijn zang door de tertsen, kwarten en kwinten te sturen. Dat beviel de ezel, hij sprak enkel: “Wacht! Wacht! Wacht! Ik zal mijn oordeel uitspreken, ja uitspreken. Jij hebt goed gezongen, nachtegaal! Maar de koekoek brengt een goed koraal! En houdt zich prima aan de maat! Dat durf ik naar beste weten uit te spreken, en zelfs al kost het een heel land, Ik laat hem winnen, winnen!” Koekoek, Koekoek! Ija! |
| 6. Des Antonius von Padua Fischpredigt Antonius zur Predigt die Kirche ﬁnd’t ledig! Er geht zu den Flüssen und predigt den Fischen! Sie schlag’n mit den Schwänzen! Im Sonnenschein glänzen, sie glänzen! Die Karpfen mit Rogen sind all’ hierher zogen; hab’n d’Mäuler aufrissen, sich Zuhör’n’s beﬂissen! Kein Predigt niemalen den Fischen so g’fallen! Spitzgoschete Hechte, die immerzu fechten sind eilends herschwommen, zu hören den Frommen! Auch jene Phantasten, die immerzu fasten: die Stockﬁsch ich meine, zur Predigt erscheinen! Kein Predigt niemalen den Stockﬁsch so g’fallen! Gut’ Aale und Hausen, die Vornehme schmausen, die selbst sich bequemen, die Predigt vernehmen! Auch Krebse, Schildkroten, sonst langsame Boten, steigen eilig vom Grund, zu hören diesen Mund! Kein Predigt niemalen den Krebsen so g’fallen! Fisch’ große, Fisch’ kleine! Vornehm’ und Gemeine! Erheben die Köpfe wie verständ’ge Geschöpfe! Auf Gottes Begehren die Predigt anhören! Die Predigt geendet, ein Jeder sich wendet! Die Hechte bleiben Diebe, die Aale viel lieben; die Predigt hat g’fallen, sie bleiben wie Allen! Die Krebs’ geh’n zurücke; die Stockﬁsch’ bleib’n dicke; die Karpfen viel fressen, die Predigt vergessen! Die Predigt hat g’fallen, sie bleiben wie Allen! | De preek van Antonius van Padua voor de vissen Antonius die wil preken vindt een lege kerk! Hij gaat naar de rivier en preekt voor de vissen! Zij slaan met hun staarten! Zij glimmen in het zonlicht, zij glimmen! De karpers en de roggen zijn alle aan komen zwemmen; zij hebben hun bek open gesperd, vastbesloten te luisteren! Nooit is een preek vissen zo goed bevallen! Snoeken met spitse snuiten, die voortdurend vechten kwamen haastig nabij gezwommen, om de vrome woorden te horen! Ook die fantasten die altijd maar vasten: ik bedoel de stokvissen, zijn voor de preek verschenen! Nooit is een preek een stokvis zo goed bevallen! Vette paling en steur, waar rijken van smullen, hebben zich verwaardigd de preek aan te horen! Ook kreeften, schildpadden, die zich anders langzaam bewegen, komen ijlings van de bodem omhoog, om naar deze mond te luisteren! Nooit is een preek kreeften zo goed bevallen! Grote vissen, kleine vissen! Voorname en gewone! hebben de kop geheven als redelijke wezens! Om uit godsverlangen de preek aan te horen! Als de preek is geëindigd, wenden alle zich af! De snoeken blijven dieven, de palingen grote minnaars, de preek is hun bevallen, maar zij blijven zoals zij waren! De kreeften keren terug; de stokvissen blijven vet; de karpers vreten veel, zijn de preek vergeten! De preek is hun bevallen, maar zij blijven wie zij waren! |
| 7. Revelge Des Morgens zwischen drei’n und vieren, da müssen wir Soldaten marschieren das Gäßlein auf fund ab, trallali, trallaley, trallalera, mein Schätzel sieht herab! Ach Bruder, jetzt bin ich geschossen, die Kugel hat mich schwere, schwer getroffen, trag’ mich in mein Quartier, trallali, trallaley, trallalera, es ist nicht weit von hier! Ach Bruder, ich kann dich nicht tragen, die Feinde haben uns geschlagen! Helf’ dir der liebe Gott! Trallali, trallaley, trallali, trallaley, trallalera! Ich muß, ich muß marschieren bis in’ Tod! Ach Brüder, ach Brüder, ihr geht ja mir vorüber, als wär’s mit mir vorbei! Trallali, trallaley, trallali, trallaley, trallalera! Ihr tretet mir zu nah! Ich muß wohl meine Trommel rühren, ich muß meine Trommel wohl rühren, trallali, trallaley, trallali, trallaley, sonst werd’ ich mich verlieren, trallali, trallaley, trallala. Die Brüder, dick gesät, sie liegen wie gemäht. Er schlägt die Trommel auf und nieder, er wecket seine stillen Brüder, trallali, trallaley, trallali, trallaley, sie schlagen und sie schlagen ihren Feind, Feind, Feind, trallali, trallaley, trallalerallala, ein Schrecken schlägt den Feind! Er schlägt die Trommel auf und nieder, da sind sie vor dem Nachtquartier schon wieder, trallali, trallaley, trallali, trallaley. In’s Gäßlein hell hinaus, hell hinaus! Sie zieh’n vor Schätzleins Haus. Trallali, trallaley, trallali, trallaley, trallalera, sie ziehen vor Schätzeleins Haus, trallali. Des Morgens stehen da die Gebeine in Reih’ und Glied, sie steh’n wie leichensteine in Reih’, in Reih’ und Glied. Die Trommel steht voran, daß sie ihn sehen kann. Trallali, trallaley, trallali, trallaley, trallalera, daß sie ihn sehen kann! | Reveille ’s Morgens tussen drie en vier, moeten wij soldaten marcheren het straatje op en neer, trallali, trallala, trallalera, en mijn schatje kijkt naar benee! Ach kameraad, nu ben ik neergeschoten, de kogel heeft mij zwaar, zwaar verwond, draag mij naar mijn kwartier, trallali, trallala, trallalera, het is niet ver van hier! Ach kameraad, ik kan je niet dragen, de vijand heeft ons verslagen! God sta je bij! trallali, trallala, Trallali, trallala, trallalera! Ik moet, ik moet marcheren tot in de dood! Ach, kameraden, ach kameraden, jullie lopen mij zomaar voorbij, alsof het al met mij gedaan is! Trallali,trallala, trallali, trallala. trallalera Jullie lopen te dicht op mij! Ik moet op mijn trommel slaan, ik moet gaan trommelen, trallali, trallala, trallallei, anders ga ik er onderdoor, trallai, trallalei, trallala. De kameraden, dicht gezaaid, zij liggen er als neergemaaid. Hij roert de trommel aan een stuk. hij wekt de stille kameraden, trallali, trallalei, trallali,trallalei, en zij verslaan en zij verslaan de vijand, vijand, vijand, trallali, trallalei, trallalerllal de vijand is de schrik in de benen geslagen! Hij roert de trommel aan een stuk, zij staan al weer voor het nachtkwartier. trallali, trallalei, tralli, trallalei. Hard het straatje in, hard erin! Zij trekken naar schatjes huis. Trallali,trallalei, trallali, trallalei, trallalera, zij trekken naar schatjes huis, trallali. ’s Morgens staan daar de geraamten in rij en gelid, zij staan als grafstenen in rij en gelid. De trommel staat vooraan zodat zij hem goed kan zien. Trallali, trallaei, trallali, trallalei, trallalera, zodat zij hem goed kan zien. |
| 8. Der Tamboursg’sell Ich armer Tamboursg’sell! Man führt mich aus dem G’wölb! Wär ich ein Tambour blieben, dürft’ ich nicht gefangen liegen! O Galgen, du hohes Haus, du siehst so furchtbar aus! Ich schau dich nicht mehr an! Weil ich weiß, daß ich g’hör d’ran! Wenn Soldaten vorbeimarschier’n, bei mir nit einquartier’n. Wenn sie fragen, wer ich g’wesen bin: Tambour von der Leibkompanie! Gute Nacht! Ihr Marmelstein! Ihr Berg’ und Hügelein! Gute Nacht, ihr Ofﬁzier, Korporal und Musketier! Gute Nacht! Gute Nacht ihr Ofﬁzier! Korporal und Grenadier! Ich schrei’ mit heller Stimm: Von Euch ich Urlaub nimm! Gute Nacht! | De tamboer Ik arme tamboer! Ik word uit het gewelf gehaald! Was ik tamboer gebleven, dan zou ik geen gevangene zijn. O galgen, jullie groot huis, jullie zien er zo schrikbarend uit! Ik kijk jullie niet meer aan! Weet dat ik aan jullie moet geloven! Als soldaten voorbij marcheren, bij mij niet ingekwartierd. Als zij vragen wat ik was: Tamboer van de gardecompagnie! Goedenacht! jij marmer! Jullie bergen en heuvels! Goedenacht, u officier, Korporaal en musketier! Goede nacht! Goede nacht u officier! Korporaal en grenadier! Ik schreeuw met luide stem: Ik neem verlof van jullie! Goedenacht! |
| 9. Der Schildwache Nachtlied Ich kann und mag nicht fröhlich sein! Wenn alle Leute schlafen, so muß ich wachen! Ja, wachen! Muß traurig sein! Lieb’ Knabe, du mußt nicht traurig sein! Will deiner warten im Rosengarten! Im grünen Klee! Zum grünen Klee da geh’ ich nicht! Zum Waffengarten! Voll Helleparten! Bin ich gestellt! Stehst du im Feld, so helf’ dir Gott! An Gottes Segen ist Alles gelegen! Wer’s glauben tut! Wer’s glauben tut, ist weit davon! Er ist ein König! Er ist ein Kaiser! Er führt den Krieg! Halt! Wer da!! Rund’! Bleib’ mir vom Leib! Wer sang es hier? Wer sang zur Stund’?! Verlorne Feldwacht sang es um Mitternacht! Mitternacht! Feldwacht! | Nachtlied van de schildwachten Ik kan en mag niet vrolijk zijn! Als alle mensen slapen, dan moet ik waken! Ja, waken! Moet treurig zijn! Beste jongen, je moet niet treurig zijn! Ik zal op je wachten in de rozentuin! In de groene klei! Naar de groene klei daar ga ik niet! Ik ga naar het wapenmagazijn! Vol hellebaarden! Daar ben ik opgesteld! Sta je in het veld, zo helpe je god! Aan gods zegen is veel gelegen! Voor wie het gelooft! Wie het gelooft, is ver weg! Hij is een koning! Hij is een keizer! Hij voert oorlog! Halt! wie is daar!! Patrouille! Blijf van mij af! Wie zong hier? Wie zong zo net?! Een eenzame schildwacht zong het om middernacht! Middernacht! Veldwacht! |
| 10. Lied des Verfolgten im Turm Der Gefangene: Die Gedanken sind frei, wer kann sie erraten; sie rauschen vorbei wie nächtliche Schatten, kein Mensch kann sie wissen, kein Jäger sie schießen, es bleibet dabei: die Gedanken sind frei! Das Mädchen: Im Sommer ist gut lustig sein auf hohen, wilden Bergen. Dort ﬁndet man grün’ Plätzelein, mein Herz verliebtes Schätzelein, von dir mag ich nicht scheiden! Der Gefangene: Und sperrt man mich ein in ﬁnstere Kerker, dies Alles sind nur vergebliche Werke; denn meine Gedanken zerreißen die Schranken und Mauern entzwei, die Gedanken sind frei! Das Mädchen: Im Sommer ist gut lustig sein auf hohen, wilden Bergen. Man ist da ewig ganz allein auf hohen, wilden Bergen, man hört da gar kein Kindergeschrei! Die Luft mag einem da werden, ja, die Luft mag einem werden. Der Gefangene: So sei’s, wie es sei, und wenn es sich schicket, nur Alles, Alles sei in der Stille, nur All’s in der Still! Mein Wunsch und Begehren, Niemand kann’s wehren! Es bleibt dabei: die Gedanken sind frei! Das Mädchen: Mein Schatz, du singst so fröhlich hier, wie’s Vögelein im Grase. Ich steh’ so traurig bei Kerkertür, wär’ ich doch tot, wär’ ich bei dir, ach muß, ach muß ich immer denn klagen!? Der Gefangene: Und weil du so klagst, der Lieb’ ich entsage! Und ist es gewagt, so kann mich Nichts plagen! So kann ich im Herzen stets lachen und scherzen. Es bleibet dabei: Die Gedanken sind frei! | Lied van de vervolgden in de toren De gevangene: Gedachten zijn vrij wie kan ze raden; zij razen voorbij als schaduwen in de nacht, geen mens kan ze lezen, geen jager kan ze schieten, ik blijf er bij: gedachten zijn vrij! Het meisje: In de zomer heb je veel plezier op hoge, woeste bergen. Daar vind je groene plekjes, mijn diep in je hart verliefde schatje, van jou kan ik niet scheiden! De gevangene: En sluit men mij op in een duistere kerker, dat is allemaal vergeefs werk; want mijn gedachten scheuren balken en muren in tweeën, gedachten zijn vrij! Het meisje: In de zomer heb je veel plezier op hoge, wilde bergen. Je bent daar eeuwig helemaal alleen op hoge, woeste bergen, je hoort daar helemaal geen schreeuwende kinderen! De lucht doet je tot jezelf komen, ja, de lucht doet je tot jezelf komen. De gevangene: Het zij zo, en als het zo mag zijn, het Alles, Alles zij in de Stilte, enkel Alles in de Stilte! Mijn wens en begeren, Niemand kan het weren! Ik blijf erbij: Gedachten zijn vrij! Het meisje: Mijn schat, je zingt zo vrolijk hier, Als een vogeltje in de wei. Ik sta zo treurig achter de kerkerdeur, was ik maar dood, was ik maar bij jou, ach moet ik, moet ik dan altijd maar klagen, klagen? De gevangene: En omdat je zo klaagt, ontzeg ik je de liefde! En als ik het mag zeggen, niets kan mij kwellen! Zo kan ik in mijn hart steeds lachen en schertsen. Ik blijf erbij: Gedachten zijn vrij! |
| 11. Wo die schönen Trompeten blasen Wer ist denn draußen und wer klopfet an, der mich so leise wecken kann!? Das ist der Herzallerlieble dein, steh’ auf und lass mich zu dir ein! Was soll ich hier nun länger steh’n? Ich seh’ die Morgenröt’ aufgeh’n, die Morgenröt’, zwei helle Stern’. Bei meinem Schatz da wär ich gern’, bei meinem Herzallerlieble. Das Mädchen stand auf und ließ ihn ein; sie heißt ihn auch willkommen sein. Willkommen lieber Knabe mein, so lang hast du gestanden! Sie reicht’ ihm auch die schneeweiße Hand. Von ferne sang die Nachtigall, das Mädchen fängt zu weinen an. Ach weine nicht, du Liebste mein, auf’s Jahr sollst du mein Eigen sein. Mein Eigen sollst du werden gewiß, wie’s Keine sonst auf Erden ist! O Lieb auf grüner Erden. Ich zieh’ in Krieg auf grüne Haid, die grüne Haide, die ist so weit! Allwo dort die schönen Trompeten blasen, da ist mein Haus, mein Haus von grünem Rasen! | Waar de mooie trompetten blazen Wie is daar buiten en klopt aan, die mij zo zacht wekken kan? Dat is je allerliefste schat, sta op en laat mij bij jou zijn. Wat moet ik hier nog langer staan? Ik zie het morgenrood opgaan, het morgenrood, twee lichte sterren. Bij mijn schatje daar ben ik graag, Bij mijn allerliefste. Het meisje stond op en liet hem in; ze heet hem hartelijk welkom. Welkom lieve jongen van mij, je hebt daar zo lang gestaan! Zij reikt hem ook haar sneeuwwitte hand. In de verte zong de nachtegaal, het meisje begint te huilen. Ach huil maar niet, mijn liefste kind, over een jaar zul je de mijne zijn. Je wordt helemaal van mij dat is zeker, zoals er geen ander op aarde is. O liefje op de groene aarde. Ik trek ten strijde op de groene hei, de groene hei, die is zo ver weg! Alwaar de mooie trompetten blazen, daar is mijn huis, mijn huis van groene zoden. |
| 12. Das irdische Leben „Mutter, ach Mutter, es hungert mich! Gieb mir Brot, sonst sterbe ich!“ „Warte nur! Warte nur, mein liebes Kind! Morgen wollen wir ernten geschwind!“ Und als das Korn geerntet war, rief das Kind noch immerdar: „Mutter, ach Mutter, es hungert mich! Gieb mir Brot, sonst sterbe ich!“ „Warte nur! Warte nur, mein liebes Kind! Morgen wollen wir dreschen geschwind!“ Und als das Korn gedroschen war, rief das Kind noch immerdar: „Mutter, ach Mutter, es hungert mich! Gieb mir Brot, sonst sterbe ich!“ „Warte nur! Warte nur, mein liebes Kind! Morgen wollen wir backen geschwind!“ Und als das Brot gebacken war, lag das Kind auf der Totenbahr’! | Het aardse leven “Moeder, ach moeder, ik heb honger! Geef mij brood, anders sterf ik!” “Wacht af! Wacht af, mijn lieve kind! Morgen zullen wij snel gaan oogsten!” En toen het koren geoogst was, Riep het kind nog steeds: “Mutter, ach moeder, ik heb honger! Geef mij brood, anders sterf ik!” “Wacht af! Wacht af, mijn lieve kind! Morgen gaan we snel dorsen!” En toen het koren gedorst was, Riep het kind nog steeds: “Moeder, ach moeder, ik heb honger! Geef mij brood, anders sterf ik!” “Wacht af! Wacht af, mijn lieve kind! Morgen gaan we snel bakken!” En toen het brood gebakken was, Lag het kind dood opgebaard! |
| 13. Das himmlische Leben Wir genießen die himmlischen Freuden, d’rum tun wir das Irdische meiden! Kein weltlich’ Getümmel hört man nicht im Himmel! Lebt Alles in sanftester Ruh’! Wir führen ein englisches Leben! Sind dennoch ganz lustig daneben! Wir tanzen und springen, wir hüpfen und singen! Sankt Peter im Himmel sieht zu! Johannes das Lämmlein auslasset! Der Metzger Herodes drauf passet! Wir führen ein geduldig’s, unschuldig’s, geduldig’s, ein liebliches Lämmlein zu Tod! Sankt Lucas den Ochsen tät schlachten ohn’ einig’s Bedenken und Trachten! Der Wein kost’ kein Heller im himmlischen Keller! Die Englein, die backen das Brod! Gut’ Kräuter von allerhand Arten, die wachsen im himmlischen Garten, gut’ Spargel, Fisolen und was wir nur wollen, ganze Schüsseln voll sind uns bereit. Gut’ Äpfel, gut’ Birn’ und gut’ Trauben! Die Gärtner, die alles erlauben! Willst Rehbock, willst Hasen? auf offener Straßen sie laufen herbei! Sollt ein Fasttag etwa kommen, alle Fische gleich mit Freuden angeschwommen, dort lauft schon Sankt Peter mit Netz und mit Köder zum himmlischen Weiher hinein! Sankt Martha die Köchin muß sein! Kein’ Musik ist ja nicht auf Erden, die unsrer verglichen kann werden. Elftausend Jungfrauen zu tanzen sich trauen! Sankt Ursula selbst dazu lacht. Kein’ Musik ist ja nicht auf Erden, die unsrer verglichen kann werden. Cäcilia mit ihren Verwandten sind trefﬂiche Hofmusikanten! Die englischen Stimmen ermuntern die Sinnen! Daß Alles für Freuden, für Freuden erwacht! | Het hemelse leven Wij genieten de hemelse vreugden, en mijden daarom het aardse! Geen werelds geraas hoor je in de hemel! Alles leeft in zachte rust! Wij leiden het leven van de engelen! Zijn er niettemin heel levenslustig bij! Wij dansen en springen, Wij huppelen en zingen! Sint Petrus in de hemel ziet toe! Johannes laat het lammetje uit! Slager Herodes past erop! Wij brengen een geduldig, onschuldig, geduldig, liefelijk lammetje ter dood! Sint Lucas slacht de ossen zonder enig bedenken! Wijn kost een cent in de hemelse tent! Engelen bakken het brood! Allerlei soorten fijne kruiden groeien in de tuin van de hemel, mooie asperges, bonen wat je maar wilt, we krijgen volle schotels, mooie appels, peren en druiven! De tuinders zijn je in alles ter wille! Wil je ree, wil je haas? Die lopen gewoon op straat naar je toe! Volgt er een vastendag, dan komen meteen alle vissen aangezwommen, dan loopt Sint Petrus met net en aas naar de hemelse visvijver! Sint Martha moet de kokkin zijn. Geen muziek op aarde kan met de onze vergeleken worden. Elfduizend maagden wijden zich aan de dans! Sint Ursula zelf kijkt lachend toe, Geen muziek op aarde kan met de onze vergeleken worden. Cecilia met haar verwanten zijn voortreffelijke hof muzikanten! De stemmen van de engelen monteren je op! Dat alles met vreugde, met vreugde vervuld is! |
| 14. Urlicht O Röschen rot! Der Mensch liegt in größter Not! Der Mensch liegt in größter Pein! Je lieber möcht’ ich im Himmel sein! Da kam ich auf einen breiten Weg. Da kam ein Engelein und wollt mich abweisen. Ach nein! Ich ließ mich nicht abweisen! Ach nein! Ich ließ mich nicht abweisen: Ich bin von Gott, und will wieder zu Gott! Der liebe Gott wird mir ein Lichtchen geben, wird leuchten mir bis in das ewig selig Leben! * | Oerlicht O roosje rood! De mens verkeert in hoge nood! De mens verkeert in grote pijn! Liever zou ik in de hemel willen zijn! Toen kwam ik op een brede weg. Toen kwam er een engeltje dat mij wilde wegsturen. Maar nee, ik liet mij niet wegsturen! Maar nee, ik liet mij niet wegsturen: Ik ben van God en wil terugkeren naar God! De lieve God zal mij een lichtje geven, dat mijn pad verlicht tot in het eeuwige zalige leven! Vertaling August Agasi, 2021 |

## Na Mahlers dood
Kort na Mahlers dood in 1911 verving de uitgever Universal Edition Mahlers eigen voor de piano geschreven versies van de Wunderhorn door pianoreducties van de orkestversies, waardoor de verschillen in de composities voor de twee verschillende bezettingen vervaagden. In 1993 zijn de originele pianobezettingen echter weer uitgegeven na bewerking door 
Renate Hilmar-Voit en Thomas Hampson.